# Западноафриканские лопастные черепахи
Западноафриканские лопастные черепахи, или циклодермы (лат. Cycloderma) — род черепах из семейства трёхкоготных черепах.

## Описание

### Внешний вид
Крупные черепахи с длиной карапакса до 55 см. Как и у других лопастных черепах (подсемейство Cyclanorbinae), у представителей рода в задней части пластрона имеются подвижные хрящевые клапаны, способные прикрывать втянутые задние конечности. Окостенение пластрона выражено лучше, чем у Trionychinae.

### Распространение
Распространены в Западной и Южной Африке. Населяют водоёмы со стоячей и проточной водой: озёра, ручьи и реки, водоёмы дождевых лесов.

### Питание
Питаются рыбой, моллюсками и другими водными беспозвоночными, возможно, амфибиями.

## Классификация
Род включает два вида:
- Красноспинная лопастная черепаха, или лопастная черепаха Обри (Cycloderma aubryi)
- Сероспинная лопастная черепаха (Cycloderma frenatum)

## Охранный статус
Как и виды рода Cyclanorbis, в Красной книге западноафриканские лопастные черепахи находятся в категории Near Threatened (NT) — находящиеся в состоянии, близком к угрожаемому. Употребляются в пищу местным населением.